# Irish League Cup
Puchar Ligi Północnoirlandzkiej (ang. Irish League Cup) – cykliczne piłkarskie rozgrywki pucharowe w Irlandii Północnej, utworzone w 1986 r. na podobieństwo Pucharu Irlandii Północnej, w których mogą uczestniczyć wyłącznie północnoirlandzkie drużyny klubów NIFL Premiership i NIFL Championship. Organizatorem zmagań jest Związek Piłkarski Irlandii Północnej.

## Historia
W sezonie 1986/87 startowały pierwsze oficjalne rozgrywki o Puchar Ligi Północnoirlandzkiej. Pierwszy finał rozegrano 9 maja 1987 roku. W tym meczu Linfield pokonał 2:1 Crusaders W sezonach 1986/87 - 1997/98 uczestniczyły kluby z pierwszej i drugiej ligi krajowej. Od sezonu 1998/99 do 2007/08 do walki o Puchar przystępowały tylko zespoły pierwszoligowe. Od sezonu 2008/09 ponownie został otwarty dla zespołów drugoligowych (IFA Championship). 
W rozgrywkach 2015/16 Cliftonville stał się pierwszym klubem w historii, który dotarł do czterech kolejnych finałów Pucharu Ligi, wygrywając cztery kolejne Puchary.
W sezonie 2020/21 rozgrywki zostały zawieszone z powodu pandemii COVID-19.
Nazwy sponsorskie:
- 1986–1991: Roadferry Freight League Cup
- 1991–1998: Wilkinson Sword League Cup
- 1998–2001: Coca-Cola League Cup
- 2001–2011: Co-operative Insurance League Cup (CIS League Cup)
- 2011–2013: IRN-BRU League Cup
- 2013–2015: WASP Solutions League Cup
- 2015/16: JBE Mechanical Electrical League Cup
- 2016/17: brak sponsora
- od 2017: BetMcLean.com League Cup

## Format
W turnieju występują kluby z NIFL Premiership oraz NIFL Championship. Rozgrywany jest systemem jesień - wiosna. Każda runda składa się z jednego meczu. W przypadku remisu po upływie regulaminowego czasu gry przeprowadzana jest dogrywka. Jeżeli i ona nie wyłoni zwycięzcy, to od razu zarządzana jest seria rzutów karnych. Półfinały rozgrywane są na neutralnych boiskach, wcześniejsze fazy na boiskach jednej z walczących drużyn. Final, przeważnie, jest grany na Windsor Park w Belfaście. Zwycięzca Pucharu Ligi nie otrzymywał prawo do gry w Lidze Europy UEFA, a startował w Setanta Sports Cup (turniej pomiędzy klubami z Irlandii i Irlandii Północnej).
Wszystkie edycje do sezonu 2000/01 przeprowadzono systemem pucharowym. W okresie między sezonami 2001/02 i 2007/08 został przyjęty system mieszany, oparty najpierw na fazie grupowej, a następnie pojedynków eliminacyjnych. Od sezonu 2008/09 powrócono do poprzedniego systemu.

## Zwycięzcy i finaliści
| Sezon                                                                  | K | K | T  | Zwycięzca          | Wynik            | Finalista        | Data, miejsce                                | Br. | Król strzelców | Uwagi                         |
| Puchar Ligi Północnoirlandzkiej w piłce nożnej (ang. Irish League Cup) |   |   |    |                    |                  |                  |                                              |     |                |                               |
| 1986/87                                                                |   |   | 1  | Linfield           | 2:1              | Crusaders        | 09.05.1987, The Oval, Belfast                |     |                | 32 kluby                      |
| 1987/88                                                                |   |   | 1  | Coleraine          | 1:0 pd.          | Portadown        | 28.11.1987, The Oval, Belfast                |     |                | 32 kluby                      |
| 1988/89                                                                |   |   | 1  | Glentoran          | 2:1              | Linfield         | 30.11.1988, The Oval, Belfast, 10.000        |     |                | 32 kluby                      |
| 1989/90                                                                |   |   | 1  | Glenavon           | 3:1              | Newry City       | 19.12.1989, Windsor Park, Belfast, 1.000     |     |                | 30 klubów                     |
| 1990/91                                                                |   |   | 2  | Glentoran          | 2:0              | Ards             | 13.03.1991, Windsor Park, Belfast, 4.000     |     |                | 32 kluby                      |
| 1991/92                                                                |   |   | 2  | Linfield           | 3:0              | Larne            | 14.04.1992, The Oval, Belfast                |     |                | 32 kluby                      |
| 1992/93                                                                |   |   | 1  | Bangor             | 3:0              | Coleraine        | 20.04.1993, Windsor Park, Belfast, 2.000     |     |                | 32 kluby                      |
| 1993/94                                                                |   |   | 3  | Linfield           | 2:0              | Coleraine        | 26.04.1994, The Oval, Belfast, 4.500         |     |                | 32 kluby                      |
| 1994/95                                                                |   |   | 1  | Ards               | 0:0 pd. (k. 2:0) | Cliftonville     | 25.04.1995, Windsor Park, Belfast, 3.500     |     |                | 32 kluby                      |
| 1995/96                                                                |   |   | 1  | Portadown          | 2:1              | Crusaders        | 19.09.1995, Windsor Park, Belfast, 2.600     |     |                | 32 kluby                      |
| 1996/97                                                                |   |   | 1  | Crusaders          | 1:0              | Glentoran        | 15.10.1996, Windsor Park, Belfast, 3.000     |     |                | 32 kluby                      |
| 1997/98                                                                |   |   | 4  | Linfield           | 1:0              | Glentoran        | 09.09.1997, Windsor Park, Belfast            |     |                | 32 kluby                      |
| 1998/99                                                                |   |   | 5  | Linfield           | 2:1              | Glentoran        | 04.05.1999, Windsor Park, Belfast, 6.500     |     |                | 18 klubów                     |
| 1999/00                                                                |   |   | 6  | Linfield           | 4:0              | Coleraine        | 18.04.2000, Windsor Park, Belfast, 2.963     |     |                | 19 klubów                     |
| 2000/01                                                                |   |   | 3  | Glentoran          | 1:0              | Glenavon         | 24.04.2001, Windsor Park, Belfast, 2.515     |     |                | 20 klubów                     |
| 2001/02                                                                |   |   | 7  | Linfield           | 3:1              | Glentoran        | 27.11.2001, Windsor Park, Belfast, 6.200     |     |                | 20 klubów                     |
| 2002/03                                                                |   |   | 4  | Glentoran          | 2:0              | Linfield         | 03.12.2002, Windsor Park, Belfast, 5.700     |     |                | 20 klubów                     |
| 2003/04                                                                |   |   | 1  | Cliftonville       | 1:1 pd. (k. 5:4) | Larne            | 11.11.2003, Windsor Park, Belfast, 3.000     |     |                | 16 klubów                     |
| 2004/05                                                                |   |   | 5  | Glentoran          | 2:1 pd.          | Linfield         | 09.11.2004, Windsor Park, Belfast, 6.000     |     |                | 16 klubów                     |
| 2005/06                                                                |   |   | 8  | Linfield           | 3:0              | Glentoran        | 10.12.2005, Windsor Park, Belfast, 6.845     |     |                | 16 klubów                     |
| 2006/07                                                                |   |   | 6  | Glentoran          | 1:0              | Cliftonville     | 02.12.2006, Windsor Park, Belfast, 6.910     |     |                | 16 klubów                     |
| 2007/08                                                                |   |   | 9  | Linfield           | 3:2              | Crusaders        | 02.02.2008, Windsor Park, Belfast, 5.200     |     |                | 16 klubów                     |
| 2008/09                                                                |   |   | 2  | Portadown          | 1:0              | Newry City       | 28.02.2009, Mourneview Park, Lurgan, 4.000   |     |                | 29 klubów                     |
| 2009/10                                                                |   |   | 7  | Glentoran          | 2:2 pd. (k. 4:1) | Coleraine        | 27.03.2010, Windsor Park, Belfast            |     |                | 26 klubów                     |
| 2010/11                                                                |   |   | 1  | Lisburn Distillery | 2:1              | Portadown        | 02.04.2011, Mourneview Park, Lurgan          |     |                | 42 kluby                      |
| 2011/12                                                                |   |   | 2  | Crusaders          | 1:0              | Coleraine        | 28.01.2012, Ballymena Showgrounds, Ballymena |     |                | 42 kluby                      |
| 2012/13                                                                |   |   | 2  | Cliftonville       | 4:0              | Crusaders        | 26.01.2013, Windsor Park, Belfast, 4.948     |     |                | 41 klub                       |
| 2013/14                                                                |   |   | 3  | Cliftonville       | 0:0 pd. (k. 3:2) | Crusaders        | 25.01.2014, Solitude, Belfast, 4.300         |     |                | 42 kluby                      |
| 2014/15                                                                |   |   | 4  | Cliftonville       | 3:2              | Ballymena United | 24.01.2015, Windsor Park, Belfast, 2.654     |     |                | 41 klub                       |
| 2015/16                                                                |   |   | 5  | Cliftonville       | 3:0              | Ards             | 13.02.2016, Solitude, Belfast, 2.930         |     |                | 40 klubów                     |
| 2016/17                                                                |   |   | 1  | Ballymena United   | 2:0              | Carrick Rangers  | 18.02.2017, Seaview, Belfast, 3.031          |     |                | 36 klubów                     |
| 2017/18                                                                |   |   | 1  | Dungannon Swifts   | 3:1              | Ballymena United | 17.02.2018, Windsor Park, Belfast, 2.995     |     |                | 36 klubów                     |
| 2018/19                                                                |   |   | 10 | Linfield           | 1:0              | Ballymena United | 16.02.2019, Windsor Park, Belfast, 5.700     |     |                | 36 klubów                     |
| 2019/20                                                                |   |   | 2  | Coleraine          | 2:1              | Crusaders        | 15.02.2020, Windsor Park, Belfast, 4.688     |     |                | 35 klubów                     |
| 2020/21                                                                |   |   |    |                    |                  |                  |                                              |     |                | nie rozgrywano przez COVID-19 |
| 2021/22                                                                |   |   | 6  | Cliftonville       | 4:3 pd.          | Coleraine        | 13.03.2022, Windsor Park, Belfast, 11.103    |     |                | 35 klubów                     |
| 2022/23                                                                |   |   | 11 | Linfield           | 2:0              | Coleraine        | 12.03.2023, Windsor Park, Belfast, 11.038    |     |                | 36 klubów                     |

Uwagi:

- wytłuszczono i kursywą oznaczone zespoły, które w tym samym roku wywalczyły mistrzostwo i Puchar kraju (dublet),
- wytłuszczono zespoły, które zdobyły mistrzostwo kraju,
- kursywą oznaczone zespoły, które zdobyły Puchar kraju.

## Statystyka

### Klasyfikacja według klubów
W dotychczasowej historii finałów o Puchar Ligi Północnoirlandzkiej na podium oficjalnie stawało w sumie 15 drużyn. Liderem klasyfikacji jest Linfield, który zdobył trofeum 11 razy.
Stan na 15.03.2023 
| Lp. | Klub               | Zdobywca | Finalista | Zwycięskie sezony                                             | Przegrane finały                                              |    |   |                                                                                                   |                           |
| --- | ------------------ | -------- | --------- | ------------------------------------------------------------- | ------------------------------------------------------------- | -- | - | ------------------------------------------------------------------------------------------------- | ------------------------- |
| Lp. | Klub               | 1.       | Linfield  | Zwycięskie sezony                                             | Przegrane finały                                              | 11 | 3 | 1986/87, 1991/92, 1993/94, 1997/98, 1998/99, 1999/00, 2001/02, 2005/06, 2007/08, 2018/19, 2022/23 | 1988/89, 2002/03, 2004/05 |
| 2.  | Glentoran          | 7        | 5         | 1988/89, 1990/91, 2000/01, 2002/03, 2004/05, 2006/07, 2009/10 | 1996/97, 1997/98, 1998/99, 2001/02, 2005/06                   |    |   |                                                                                                   |                           |
| 3.  | Cliftonville       | 6        | 2         | 2003/04, 2012/13, 2013/14, 2014/15, 2015/16, 2021/22          | 1994/95, 2006/07                                              |    |   |                                                                                                   |                           |
| 4.  | Coleraine          | 2        | 7         | 1987/88, 2019/20                                              | 1992/93, 1993/94, 1999/00, 2009/10, 2011/12, 2021/22, 2022/23 |    |   |                                                                                                   |                           |
| 5.  | Crusaders          | 2        | 6         | 1996/97, 2011/12                                              | 1986/87, 1995/96, 2007/08, 2012/13, 2013/14, 2019/20          |    |   |                                                                                                   |                           |
| 6.  | Portadown          | 2        | 2         | 1995/96, 2008/09                                              | 1987/88, 2010/11                                              |    |   |                                                                                                   |                           |
| 7.  | Ballymena United   | 1        | 3         | 2016/17                                                       | 2014/15, 2017/18, 2018/19                                     |    |   |                                                                                                   |                           |
| 8.  | Ards               | 1        | 2         | 1994/95                                                       | 1990/91, 2015/16                                              |    |   |                                                                                                   |                           |
| 9.  | Glenavon           | 1        | 1         | 1989/90                                                       | 2000/01                                                       |    |   |                                                                                                   |                           |
| 10. | Bangor             | 1        | 0         | 1992/93                                                       |                                                               |    |   |                                                                                                   |                           |
| 10. | Dungannon Swifts   | 1        | 0         | 2017/18                                                       |                                                               |    |   |                                                                                                   |                           |
| 10. | Lisburn Distillery | 1        | 0         | 2010/11                                                       |                                                               |    |   |                                                                                                   |                           |
| 13. | Larne              | 0        | 2         |                                                               | 1991/92, 2003/04                                              |    |   |                                                                                                   |                           |
| 13. | Newry City         | 0        | 2         |                                                               | 1989/90, 2008/09                                              |    |   |                                                                                                   |                           |
| 15. | Carrick Rangers    | 0        | 1         |                                                               | 2016/17                                                       |    |   |                                                                                                   |                           |

### Klasyfikacja według miast
Stan na 15.03.2023.
| Miasto      | Liczba tytułów | Kluby                                                         |
| ----------- | -------------- | ------------------------------------------------------------- |
| Belfast     | 106            | Linfield (11), Glentoran (7), Cliftonville (6), Crusaders (2) |
| Coleraine   | 2              | Coleraine F.C. (2)                                            |
| Portadown   | 2              | Portadown F.C. (2)                                            |
| Ballymena   | 1              | Ballymena United F.C. (1)                                     |
| Bangor      | 1              | Bangor F.C. (1)                                               |
| Dungannon   | 1              | Dungannon Swifts F.C. (1)                                     |
| Lisburn     | 1              | Lisburn Distillery F.C. (1)                                   |
| Lurgan      | 1              | Glenavon F.C. (1)                                             |
| Newtownards | 1              | Ards F.C. (1)                                                 |